# English Harbour East
English Harbour East est une municipalité canadienne située sur l'île de Terre-Neuve dans la province de Terre-Neuve-et-Labrador. Elle est située sur la route 211 à l'ouest de Grand le Pierre et de la route 210. La population y était de 139 habitants lors du recensement de 2016.

## Municipalités limitrophes

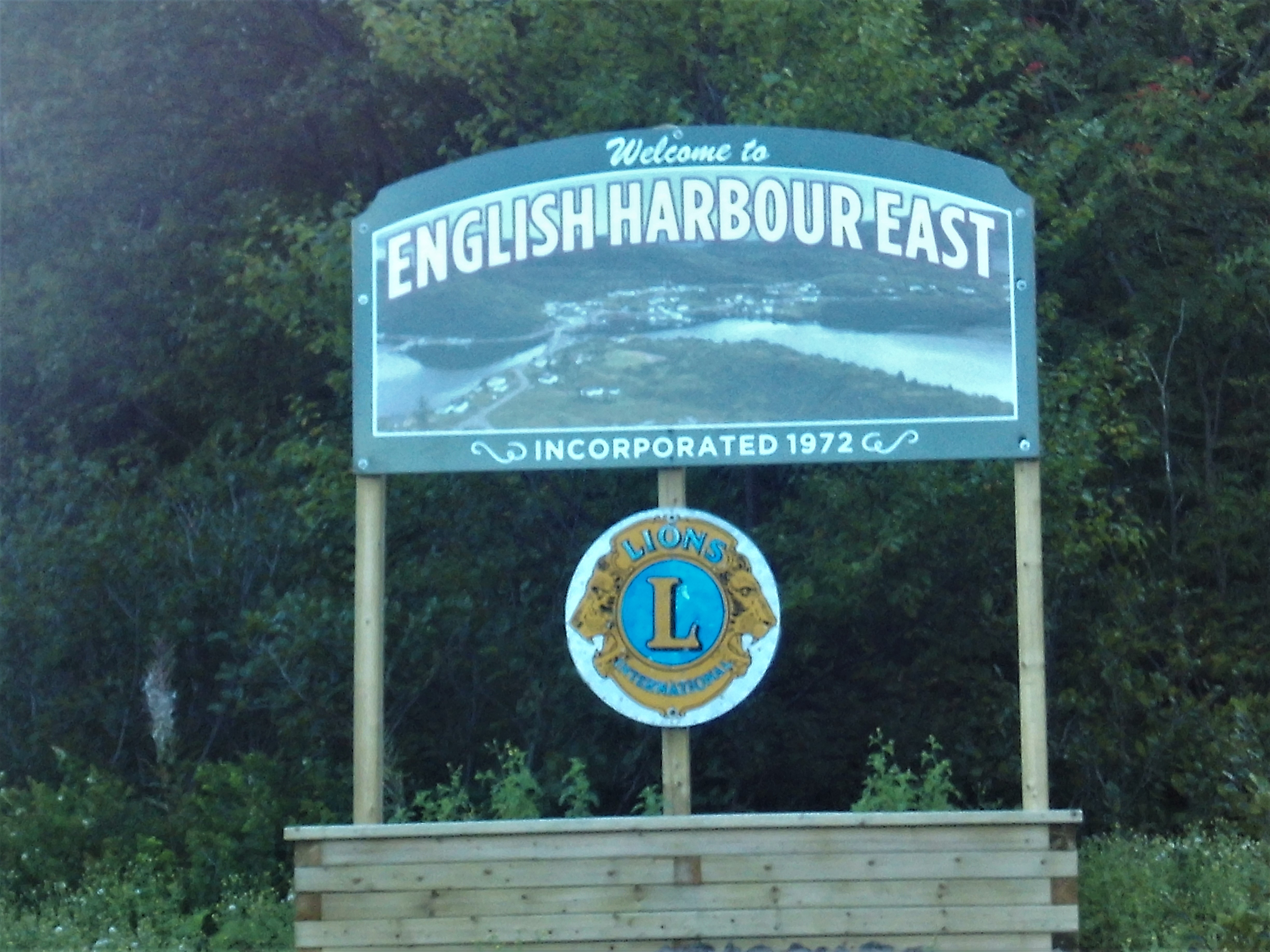
English Harbour East

## Annexe